# Autriche au Concours Eurovision de la chanson 2021
L'Autriche est l'un des trente-neuf pays participants du Concours Eurovision de la chanson 2021, qui se déroule à Rotterdam aux Pays-Bas. Le pays est représenté par le chanteur Vincent Bueno et sa chanson  Amen, sélectionnés en interne par le diffuseur autrichien ÖRF. Le pays se classe 12e avec 66 points en demi-finale, ne parvenant pas à se qualifier pour la finale.

## Sélection
Le diffuseur autrichien ÖRF annonce sa participation à l'Eurovision 2021 le 26 mars 2020, soit huit jours après l'annulation de l'édition 2020. Le pays confirme dès lors la reconduction de Vincent Bueno comme représentant du pays. Sa chanson, intitulée Amen, est présentée au public le 10 mars 2021.

## À l'Eurovision
L'Autriche participe à la deuxième demi-finale du 20 mai 2021. Y recevant 66 points, le pays se classe 12e et ne parvient pas à se qualifier en finale.